# Harutaeographa izabella
Harutaeographa izabella là một loài bướm đêm trong họ Noctuidae.